# Ligne de tramway de Bayeux à Arromanches
La ligne de Bayeux à Arromanches est une ancienne ligne de tramway des Chemins de fer du Calvados (CFC).

## Histoire
La ligne est mise en service le 1er juillet 1899.
À partir de l'été 1922, la ligne est limitée de Bayeux à Ryes où elle donne correspondance de et vers Bayeux avec la ligne de Bayeux à Courseulles.

## Infrastructure

### Stations
| Illustration | Nom         | Commune               | Localisation                        | État      | Remarques |
| ------------ | ----------- | --------------------- | ----------------------------------- | --------- | --------- |
|              | Arromanches | Arromanches-les-Bains | 49° 20′ 15,634″ N, 0° 37′ 26,987″ O | existante |           |
|              | Ryes        | Ryes                  | 49° 18′ 47″ N, 0° 37′ 23″ E         | existante |           |